# Bacchanalia

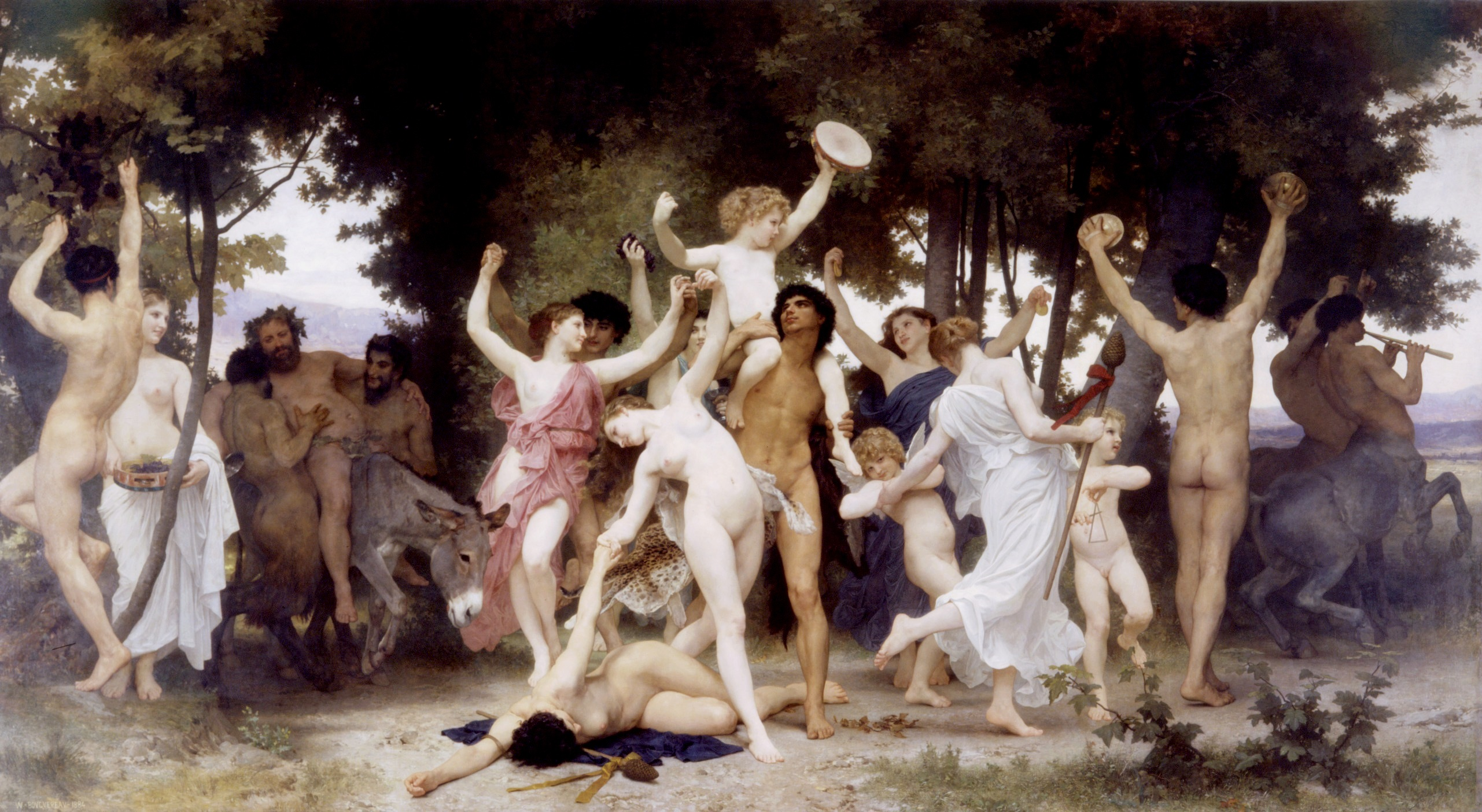
"La jeunesse de Bacchus", pictură de William-Adolphe Bouguereau (1884)

Bacchanalia (română : "bacanală") reprezenta o sărbătoare antică mistică compusă din festivaluri închinate zeului Bacchus. În prezent, "bacanală" este denumirea alternativă pentru petreceri cu excese. 